# Cassina de' Pecchi (metropolitana di Milano)
Cassina de' Pecchi è una stazione della linea M2 della metropolitana di Milano.

## Storia
La stazione venne inaugurata il 5 maggio 1968 come parte della tratta Milano-Gorgonzola delle linee celeri dell'Adda.
La linea fu inizialmente servita dai tram per Vaprio e per Cassano; dal 4 dicembre 1972 venne servita dai treni della linea M2, prolungati dal vecchio capolinea di Cascina Gobba al nuovo di Gorgonzola.

## Strutture e impianti
La stazione conta due binari, uno per ogni senso di marcia, serviti da due banchine laterali coperte da pensiline. L'intero impianto è posto sul viadotto che scavalca il Naviglio della Martesana.
Il viadotto, progettato dall'ingegnere Silvano Zorzi, costituisce un'opera di rilevante impegno strutturale, per la necessità di scavalcare il Naviglio con un'ampia luce libera. Cassina de' Pecchi è l'unica stazione metropolitana in viadotto a scavalcare un corso d'acqua.
Non vi è un vero e proprio fabbricato viaggiatori: i locali tecnici e per il pubblico sono ospitati in una sorta di mezzanino integrato nella struttura, posto sotto i binari, all'estremità occidentale delle banchine.

## Interscambi
Nelle vicinanze della stazione effettuano fermata alcune autolinee urbane.
- Fermata autobus

## Servizi
La stazione dispone di:
- Accessibilità per portatori di handicap
- Ascensori[5]
- Emettitrice automatica biglietti
- Stazione video sorvegliata
- Servizi igienici

## Galleria d'immagini

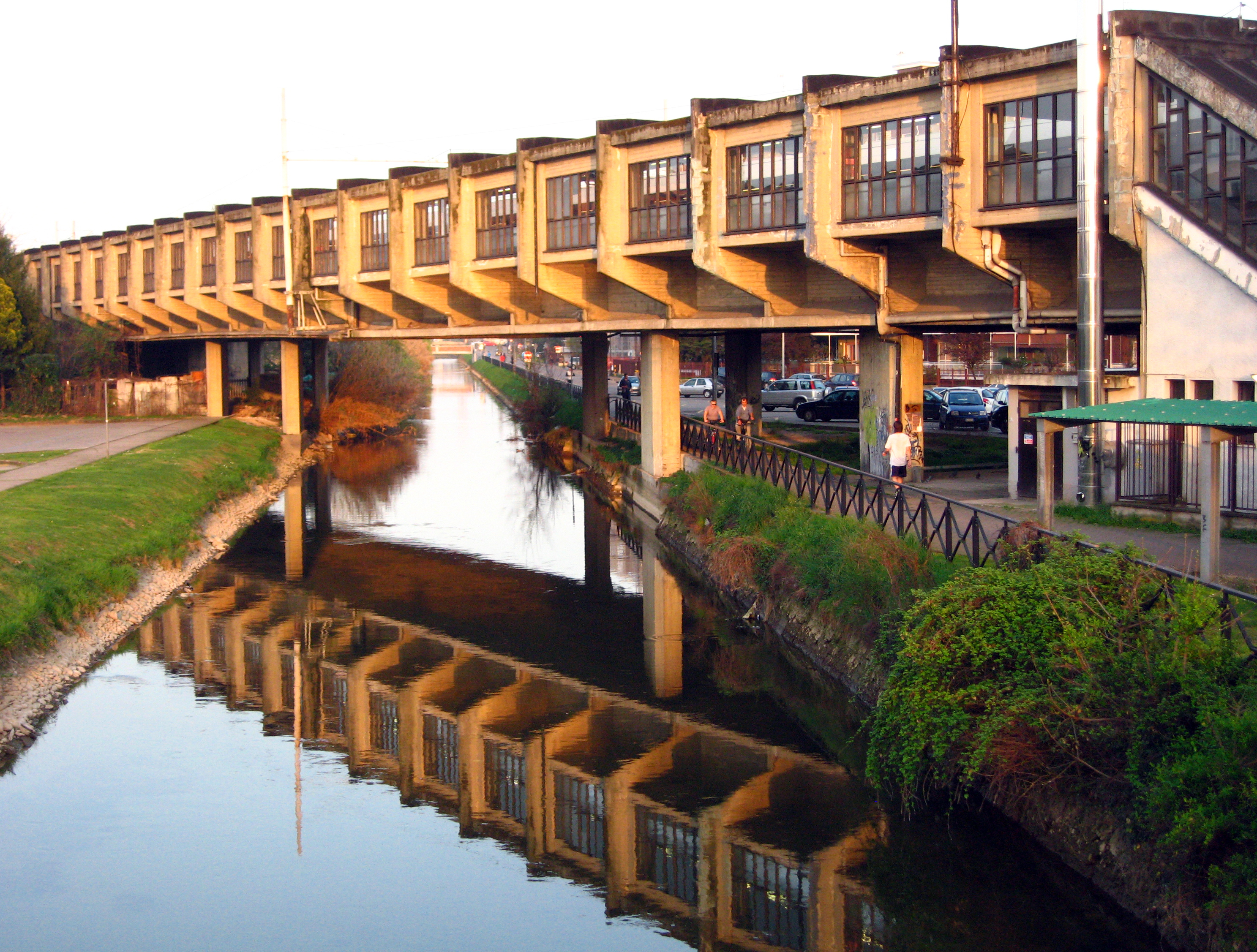
L'esterno
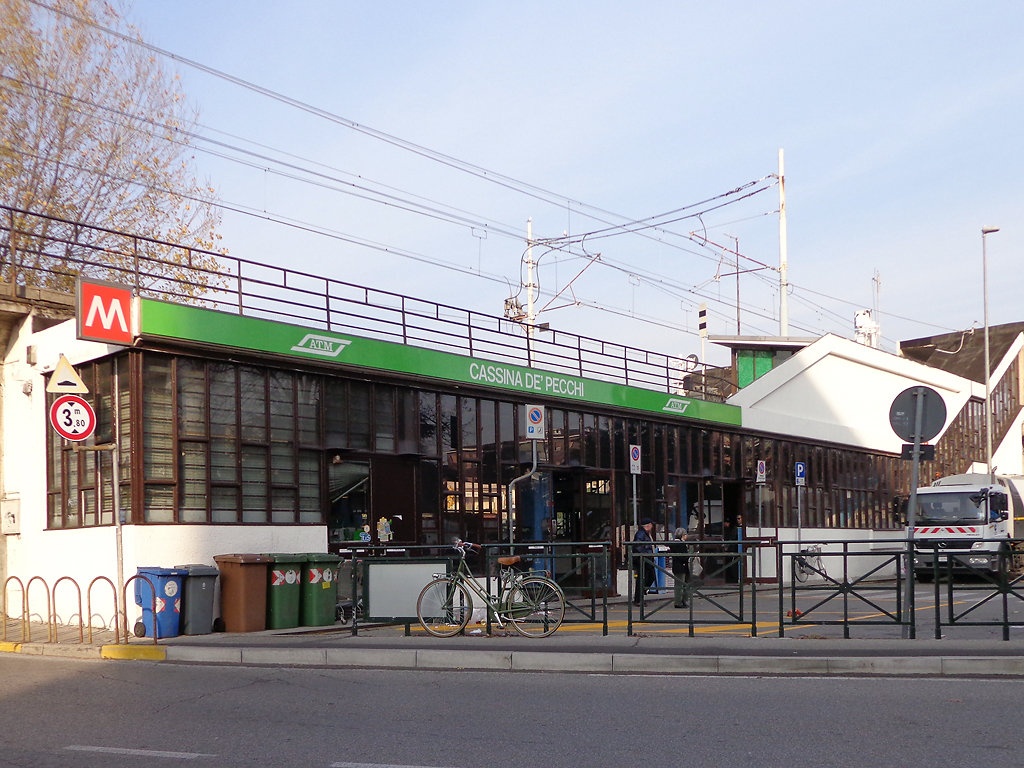
L'ingresso